# Dulie
 (octobre 2022).
Le culte de dulie est, pour l'Église catholique, le culte réservé aux saints et bienheureux, par opposition au culte de latrie, réservé à Dieu et à chaque personne de la Trinité. 
Il existe également le culte d'hyperdulie, réservé à la Vierge Marie et, moins fréquemment, celui de protodulie, réservé à Joseph. 
C'est le concile de Trente qui a déterminé la distinction entre culte de latrie et culte de dulie, face à la réaction protestante contre ce qu'elle considérait de l'idolâtrie.

## Étymologie
Le mot vient du latin médiéval dolia, « servitude, soumission aux hommes », lui-même dérivé du grec ancien δουλεία / douleίa, « esclavage, servitude; soumission  ».

## Différence
Pour les théologiens catholiques, la différence entre le culte de dulie et de latrie est une différence de nature : il y a autant de différence entre les deux qu'entre Dieu et sa créature. Le culte des saints est celui rendu à des serviteurs de Dieu. 
Il existe des degrés dans le culte de dulie : le culte de la personne du saint lui-même est plus important que le culte d'une relique, par exemple. Cette différence s'exprime par les notions de dulie absolue et de dulie relative.

## Le culte de dulie
Le culte de dulie revêt deux formes : la vénération et l'invocation.
La vénération désigne le témoignage du respect dû à un Saint ; l'invocation est la demande d'intercession de la part d'un Saint, en vue d'obtenir un avantage particulier.
Le culte se matérialise par un temps de prière et de recueillement devant les statues de saints (et de la Vierge Marie dans le cas d’hyperdulie) ; il peut s'accompagner d’un geste physique, par exemple : allumer une bougie. Il n'existe pas d'adoration de saints ; dans l'Église catholique l'adoration est réservée à Dieu seul.
Le culte de dulie est critiqué par les Églises protestantes, ainsi que par les deux autres religions abrahamiques (judaïsme, islam) comme une entorse au principe supérieur du Dieu unique, propre au monothéisme.

## Dévotion envers les statues
Aux côtés de l’église et des objets saints, les statues de saints tiennent une place importante dans le recueillement des croyants. Elles font l’objet de dévotions et de pratiques particulières dues à l'importance qu’attache le fidèle à la statue qui représente le saint. 
La vénération des saints est un élément à part entière de la pratique religieuse. Cette pratique présente la particularité de marquer à la fois l’individualisme et le communautarisme. En effet, se recueillir, comme prier, est un acte individuel, intime. La réunion de plusieurs croyants dans ces pratiques individuelles dans un même lieu, envers un même saint, autour d’un grand nombre de bougies allumées, souligne l'appartenance à une même communauté religieuse. 
De nombreuses statues font l’objet d’un culte ou matérialisent une croyance, un rituel. D'un saint donné, les fidèles attendent des vertus ou des bénéfices.